# Рятувальники Малібу (фільм)
«Рятувальники Малібу» (англ. Baywatch) — американська кінокомедія режисера Сета Гордона, що вийшла 2017 року. Стрічка створена на основі однойменного телесеріалу. У головних ролях Двейн Джонсон, Зак Ефрон, Олександра Даддаріо.
Вперше фільм продемонстрували 12 травня 2017 року у низці країн світу, а в Україні у широкому кінопрокаті показ фільму розпочався 1 червня 2017.

## Сюжет
В Емеральд-Бей, штат Флорида, лейтенант Мітч Бученнон і його команда рятувальників, зокрема заступник Стефані Голден та ветеран Сі Джей Паркер, захищають пляжі та затоки в складі елітного підрозділу, відомого як «Рятувальники Малібу». Мітч за свою кар'єру врятував більше 500 людей, за що він має авторитет серед відпочивальників і тим самим дратує місцевого поліцейського Гарнера Еллербі, а також свого начальника, капітана Торпа. Під час одного зі своїх патрулів Мітч виявляє маленький пакет з наркотиками, який викинуло хвилями під Клубом Гантлі, котрий зараз перебуває у власності бізнесвумен Вікторії Лідс.
На попередніх випробуваннях для набору нових рятувальників виділяються три людини: серфер Саммер Квін, старий друг Голдена, пухленький комп'ютерний ботан Ронні, а також Метт Броді, колишній олімпійський чемпіон, який отримав дві золотих медалі. Перед останніми змаганнями він сильно напився і його вирвало прямо в басейні, за що він отримав прізвисько «плавун-ригун», опустився в рейтингу на саме дно і як покарання був відправлений в Емеральд-Бей для громадських робіт. Квін і Ронні проходять випробування, але Броді відмовляється робити це і наполягає на тому, що його статус олімпійського чемпіона дає йому право на місце в команді. Попри те, що Броді демонструє свої якості, допомагаючи врятувати жінку та її дітей які потопали, Мітч звинувачує його в тому, що він непридатний для роботи в команді. Своєю чергою Торп стоїть на тому, що відновлення його імені необхідне, щоб переконати міську раду не скорочувати фінансування «Рятівників Малібу».
Коли Броді починає тренування під керівництвом Мітча, він поступово набуває вмінь роботи в команді. Команда отримує радіопередачу і вирушає на допомогу людям, які застрягли на палаючій яхті. Броді не слухається наказу Мітча і намагається самостійно діяти, при цьому мало не потонувши, його вчасно витягує з води Саммер. Більшість пасажирів яхти врятовані, крім одного, який, як з'ясовується, є чиновником міської ради. Мітч намагається провести розслідування, але Еллербі не дає йому це зробити, натякаючи на те, що він не поліцейський, і це не його обов'язки. Броді підтримує Еллербі, чим накликає гнів іншої частини команди, яка підтримує Мітча.
На вечірці, яку влаштовує Лідс, Броді не справляється зі своєю роллю спостерігача і напивається. Мітч принижує его перед натовпом. Переосмислюючи своє життя, Броді вранці йде до Мітча, перепрошує за свої помилки, а також просить дати йому другуий шанс. Мітч погоджується і бере його з Квін на операцію; вони приїжджають у міській морг, де бачать двох помічників Лідс, які підробляють звіт патологоанатома, щоб приховати сліди злочину. Саммер знімає все на телефон, але через Броді їх помічають, і один з помічників ламає її телефон. Докази втрачені, а Мітч отримує догану від начальника через самодіяльність.
Переконаний в тому, що Лідс пов'язана з наркотиками, Мітч та Броді під прикриттям пробираються на кухню клубу, де стають свідками того, як робітники дістають наркотики з бочок з рибою. В цей час на пляжі знаходять тіло зі слідами укусів акули. Торп, розгніваний тим, що Мітч, по суті, покинув свій пост, звільняє його і призначає Броді новим лейтенантом. Броді неохоче погоджується. Мітч влаштовується на роботу в магазин продавцем мобільних телефонів.
Знайшовши ще один мішочок з наркотиками, Броді краде звіт про другу жертву в Еллербі і передає його Квін, яка підтверджує його підозри щодо вбивства. Ронні впізнає в жертві свого друга Дейва, він допомагає Броді зламати сервер Лідс, розкривши її план щодо приватизації всього берегу, систематично викуповуючи або знищуючи кожного конкуруючого власника землі.
Команда проникає на приватну вечірку, що проводиться на яхті Лідс. Вони знаходять на дні яхти ящик з наркотиками. Броді ловлять і розміщують в клітці. Лідс розповідає йому, що вона підкупила Торпа, щоб той звільнив Мітча, поставивши на його місце більш «пасивного» рятувальника, який би не став розкручувати її справу. Клітку з Броді скидають у воду. Він вважає, що це кінець, і втрачає надію на спасіння, але тут з'являється Мітч і рятує його.
Броді з Мітчем наздоганяють Лідс, в той час, як Ронні та Паркер використовують фаєрверки, щоб не дати сісти їй гелікоптеру. Як тільки вони закінчилися, поранений Мітч, навмисно вжаливши себе морським іжаком, для підняття адреналину в крові стріляє залишками феєрверків в Лідс ще раз рятуючи Броді. Еллербі приїжджає, заарештовує Торпа й помічників Лідс. Також він вибачається перед Мітчем.
Ронні і Броді починають відносини з Паркер і Саммер відповідно. Мітча відновлюють в посаді. Він офіційно бере Ронні, Саммер та Броді в команду «Рятівників Малібу» а також представляє їх своєму новому начальнику — Кейсі Джин.

## У ролях
| Актор               | Персонаж         | Роль                                |
| ------------------- | ---------------- | ----------------------------------- |
| Двейн Джонсон       | Мітч Бученнон    | лідер команди рятувальників         |
| Зак Ефрон           | Метт Броді       | новобранець у команді рятувальників |
| Олександра Даддаріо | Саммер Квін      | новобранка у команді рятувальників  |
| Пріянка Чопра       | Вікторія Лідс    | нова власниця «Huntley Club»        |
| Келлі Рорбах        | Сі. Джей. Паркер | рятувальниця                        |
| Джон Басс           | Ронні Грінбаум   | рятувальник                         |
| Ях'я Абдул-Матін II | Гарнер Еллербі   | поліцейський                        |
| Ганнібал Буресс     | Дейв             | хакер                               |
| Девід Гассельгофф   |                  | камео                               |
| Памела Андерсон     |                  | камео                               |
| Шарлотта Маккінні   | Джулія           | камео                               |

## Створення фільму

### Знімальна група
- Кінорежисер — Сет Гордон
- Сценаристи — Даміан Шеннон і Марк Свіфт
- Кінопродюсери — Майкл Берк, Грегорі Дж Бонен, Бо Флін, Двейн Джонсон, Том Поллок, Іван Рейтман, Дуґлас Шварц
- Виконавчі продюсери — Алі Белл, Мішель Берк, Девід Еллісон, Дані Гарсія, Дана Голдберг, Дон Ґрейнджер, Джо Меджук, Мері Ролік, Луїза Рознер
- Композитор — Крістофер Леннерц
- Кінооператор — Ерік Стілберг
- Підбір акторів — Джон Папсідера
- Художник-постановник — Шеперд Франкель
- Артдиректор — Том Фрюлінг, Ліза Васконселос
- Художник по костюмах — Дейна Пінк[6].

### Виробництво
Знімання фільму розпочалося 25 лютого 2016 року і завершилося 15 травня 2016 року.

## Сприйняття

### Оцінки
Від кінокритиків фільм отримав погані відгуки: Rotten Tomatoes дав оцінку 19 % на основі 189 відгуків від критиків (середня оцінка 4,0/10). Загалом на сайті фільм має погані оцінки, фільму зарахований «гнилий помідор» від фахівців, Metacritic — 37/100 на основі 47 відгуків критиків. Загалом на цьому ресурсі від фахівців фільм отримав погані відгуки.
Від пересічних глядачів фільм теж отримав змішані відгуки: на Rotten Tomatoes 63 % зі середньою оцінкою 3,7/5 (27 025 голосів), фільму зарахований «попкорн», на Metacritic — 4,3/10 на основі 146 голосів, Internet Movie Database — 5,6/10 (37 762 голоси).

### Касові збори
Під час показу в Україні, що розпочався 1 червня 2017 року, протягом першого тижня на фільм було продано 118 104 квитки, фільм був показаний на 220 екранах і зібрав 9 011 387 ₴, або ж 342 866 $, що на той час дозволило йому зайняти 2 місце серед усіх прем'єр. Показ фільму тривав 7 тижнів і завершився 16 липня 2017 року, зібравши у прокаті 24 995 209 ₴, або 964 677 $.
Під час показу у США, що розпочався 25 травня 2017 року, протягом першого тижня фільм був показаний у 3 647 кінотеатрах і зібрав 18 503 871 $, що на той час дозволило йому зайняти 3 місце серед усіх прем'єр. Показ фільму тривав 64 дні (9,1 тижня) і завершився 27 липня 2017 року, зібравши у прокаті у США 58 060 186 доларів США, а у решті світу 118 868 466 $ (за іншими даними 118 483 938 $), тобто загалом 176 928 652 $ (за іншими даними 176 544 124 $) при бюджеті 60 млн доларів США.

### Виноски
1. 1 2  Baywatch: Release Info (англійською) . Internet Movie Database. Процитовано 4 червня 2017.
2. 1 2 3  Рятувальники Малібу. Kino-teatr.ua. Процитовано 17 грудня 2016.
3. 1 2  Seth Kelley (28 травня 2017). Box Office: ‘Pirates of the Caribbean’ Hooks No. 1, ‘Baywatch’ Belly Flops (англійською) . Variety. Процитовано 4 червня 2017.
4. 1 2 3 4  Baywatch (англійською) . Box Office Mojo. Процитовано 22 серпня 2017.
5. 1 2 3 4  Baywatch (2017) (англійською) . The Numbers. Процитовано 22 серпня 2017.
6. ↑  Baywatch: Full Cast & Crew (англійською) . Internet Movie Database. Процитовано 17 грудня 2016.
7. ↑  On the Set for 2/26/16: Dwayne Johnson & Zac Efron Start Shooting ‘Baywatch’, Peter Dinklage & Julia Ormond Wrap ‘Rememory’ (англійською) . SSN Insider. 26 лютого 2016. Архів оригіналу за 28 лютого 2016. Процитовано 17 грудня 2016.
8. ↑  IANS (16 травня 2016). Priyanka Chopra wraps up 'Baywatch' shoot (англійською) . The Express Tribune. Процитовано 17 грудня 2016.
9. 1 2  Baywatch (англійською) . Rotten Tomatoes. Процитовано 22 серпня 2017.
10. 1 2  Baywatch (англійською) . Metacritic. Процитовано 22 серпня 2017.
11. ↑  Baywatch (англійською) . Internet Movie Database. Процитовано 22 серпня 2017.
12. ↑  Олексій Першко (7 червня 2017). Бокс-Офіс 22 (2017): Рятувальники проти Диво-Жінки. Kino-teatr.ua. Процитовано 23 серпня 2017.
13. 1 2  Baywatch — Ukraine Weekend Box Office (англійською) . Box Office Mojo. Процитовано 23 серпня 2017.